# Antoni Walawender
Antoni Walawender (ur. 5 czerwca 1903 w Rakszawie, zm. 25 kwietnia 1960 w Warszawie) – polski historyk i archiwista.
Absolwent historii na Uniwersytecie Jana Kazimierza we Lwowie. Był uczniem Franciszka Bujaka. W latach 1931–1934 był sekretarzem pisma "Roczniki Dziejów Społecznych i Gospodarczych". Prowadził badania ankietowe na temat stanu gospodarczego wsi. W latach 1934–1936 pracował w Archiwum Państwowym w Poznaniu. Po wojnie pracownik Archiwum Głównego akt Dawnych w Warszawie.

## Wybrane publikacje
- Badania klęsk elementarnych (metoda i znaczenie), Lwów: skł. gł. Kasa im. Mianowskiego - Instytut Popierania Polskiej Twórczości Naukowej 1931.
- Kronika klęsk elementarnych w Polsce i w krajach sąsiednich w latach 1450-1586. 1, Zjawiska meteorologiczne i pomory (z wykresami) / Antoni Walawender, przedmowę napisał Franciszek Bujak, Lwów: skł. gł. Kasa im. J. Mianowskiego - Instytut Popierania Polskiej Twórczości Naukowej 1932.
- Kronika klęsk elementarnych w Polsce i w krajach sąsiednich w latach 1450-1586. 2, Zniszczenia wojenne i pożary, przedmowę napisał Franciszek Bujak, Lwów: skł. gł. Kasa im. J. Mianowskiego - Instytut Popierania Polskiej Twórczości Naukowej 1935.
- Księga ławnicza wsi Kargowej w powiecie kościańskim 1617-1837, wyd. Aniela i Antoni Walawenderowie, Warszawa: Państwowe Wydawnictwo Naukowe 1960.